# Adolfo Bautista
Adolfo "Bofo" Bautista est un footballeur international mexicain né le 15 mai 1979 à Dolores Hidalgo. Il évolue au poste d'attaquant.

## Biographie
Le 1er mai 2010, il est sélectionné pour la Coupe du monde 2010 en Afrique du Sud.

## Palmarès
- Championnat du Mexique : Apertura 2003, Apertura 2006